# 喬瑟夫·赫歇爾
喬瑟夫·赫歇爾（英語：Joseph Herscher，1985年1月14日—）是一位美國YouTuber，其YouTube頻道名為Joseph's Machines，他是一位動能藝術家，專於研究魯布·戈德堡機械之間的連鎖反應，作品也以魯布·戈德堡機械為主。影片風格幽默。他在五歲時製作出第一台機械「棒棒糖機」。
他是美國北卡羅來納州夏洛特麥科藝術+創新中心在2013年的駐場藝術家。
喬瑟夫生於美國紐約市，在紐西蘭長大，之後搬到紐約市並居住在當地設計機械。喬瑟夫還是一位勵志演講人，他在2015年創作並演出喜劇《Jiwi's Machines》，2019年7月，他推出與杰瑪·圭斯伍德（Gemma Gracewood）共同創作的喜劇《What's Your Problem?》。

## 外部連結
- 官方网站
- YouTube上的Joseph's Machines頻道